# Pyrenaria parviflora
Pyrenaria parviflora är en tvåhjärtbladig växtart som beskrevs av Ridley. Pyrenaria parviflora ingår i släktet Pyrenaria och familjen Theaceae. Inga underarter finns listade i Catalogue of Life.